# Marco Rose
Marco Rose (Lipcse, Német Demokratikus Köztársaság, 1976. szeptember 11. –) német labdarúgóhátvéd, edző, az RB Leipzig csapatának edzője.

## Pályafutása

### Edzőként
2019. április 10-én bejelentették, hogy a 2019–20-as idénytől a német élvonalban szereplő Borussia Mönchengladbachnál folytatja karrierjét. 2021. február 15-én hivatalossá vált, hogy nyártól a Borussia Dortmund vezető edzője lesz. 2022. május 20-án menesztették. Szeptember 8-án kétéves szerződést írt alá az RB Leipzig csapatával. 2023.-ban megnyerte a DFB-Pokalt amellyel címvédők maradtak. 2025. március 30.-án azonnali hatállyal menesztették.

## Edzői statisztika
2024. április 6-án lett frissítve.
| Csapat                   | Nemzet   | –tól                | –ig             | Mérleg | Mérleg | Mérleg | Mérleg     | Mérleg | Mérleg | Mérleg | Mérleg |
| M                        | GY       | D                   | V               | RG     | KG     | +/-    | Győzelem % |        |        |        |        |
| ------------------------ | -------- | ------------------- | --------------- | ------ | ------ | ------ | ---------- | ------ | ------ | ------ | ------ |
| Lokomotive Leipzig       | német    | 2012. július 1.     | 2013. június 1. | 30     | 9      | 9      | 12         | 35     | 39     | −4     | 30     |
| Red Bull Salzburg        | osztrák  | 2017. június 16.    | 2019. június 30 | 114    | 81     | 23     | 10         | 269    | 88     | +181   | 71.05  |
| Borussia Mönchengladbach | német    | 2019. július 1.     | 2021. június 30 | 88     | 41     | 19     | 28         | 169    | 122    | +47    | 46.59  |
| Borussia Dortmund        | német    | 2021. július 1.     | 2022. május 20. | 47     | 27     | 4      | 16         | 109    | 78     | +31    | 57.45  |
| RB Leipzig               | német    | 2022. szeptember 8. | jelenlegi       | 83     | 53     | 11     | 19         | 186    | 95     | +91    | 63.86  |
| összesen                 | összesen | összesen            | összesen        | 361    | 211    | 66     | 84         | 765    | 418    | +347   | 58.45  |

## Sikerei, díjai

### Játékosként

#### Klubcsapatokban
Hannover 96
- 2. Bundesliga bajnok (1) : 2001–02

### Edzőként

#### Red Bull Salzburg
- Osztrák Bundesliga bajnok (2) : 2017–18, 2018–19
- Osztrák kupagyőztes (1) : 2018–19

### Red Bull Salzburg – Ifjúsági
- U-19-es Bajnokok Ligája győztes (1) : 2016–17